# Piss Flowers
 (mars 2024).
Pour les articles homonymes, voir Flowers.
Piss Flowers, en français : « fleurs de pisse », est une œuvre d'art créée par l'artiste britannique Helen Chadwick entre 1991 et 1992. Il s'agit d'un groupe de douze sculptures créées lors d'une résidence au Centre d'arts de Banff (en) en Alberta au Canada, en février 1991. Cela faisait partie de l'exposition personnelle de Chadwick « Effluvia », présentée sur un gazon synthétique vert, à la Serpentine Gallery de Londres, à l'été 1994.

## Contexte et concept
Pendant leur séjour au Canada, Chadwick et son partenaire, David Notarius, se rendent à différents endroits et forment un monticule de neige et y placent un grand cutter en forme de fleur. Chadwick et Notarius ont ensuite uriné à tour de rôle dans la neige. Les cavités créées par l'urine sont ensuite remplies de plâtre et renvoyées au Royaume-Uni où elles sont greffées sur des socles en forme de bulbe de jacinthe et coulées en bronze, émaillées de blanc et retournées. Initialement, Chadwick avait prévu de prendre des photographies de la neige ainsi tassée, mais elle se rend compte plus tard que les formes dessinées ne seraient visibles que si la neige était moulée et transformée en sculpture.
Chadwick décrit l'œuvre comme une "conception métaphysique de l'union de deux personnes s'exprimant corporellement",. Lors d'une première inspection, la forme phallique centrale de Piss Flowers peut sembler avoir été créée par un homme ; mais cela est en fait causé par le fait que Chadwick était plus près du sol, accroupie. Notarius, qui était debout, a lui créé les formes les plus éparses, formant un cercle autour de Chadwick dans la neige. Piss Flowers explore cette relation de « l'entre » de la différence sexuelle, les impressions laissées dans la neige n'étant ni féminines ni masculines mais une combinaison des deux.
Piss Flowers peut être vu comme faisant écho à la Fontaine de Marcel Duchamp, une partie de sa série dite des readymades (en) où il exposait un urinoir. La couleur blanche des sculptures de Chadwick et de ses formes suggèrent les déchets qui seraient habituellement évacués. Piss Flowers peut être considéré comme un exemple de média indexical - qui ne semble pas avoir d'auteur mais préserve plutôt une empreinte de réalité. Ce type de média intéressait particulièrement Chadwick comme en témoigne l'utilisation de la photocopieuse dans son œuvre antérieure The Oval Court (en).

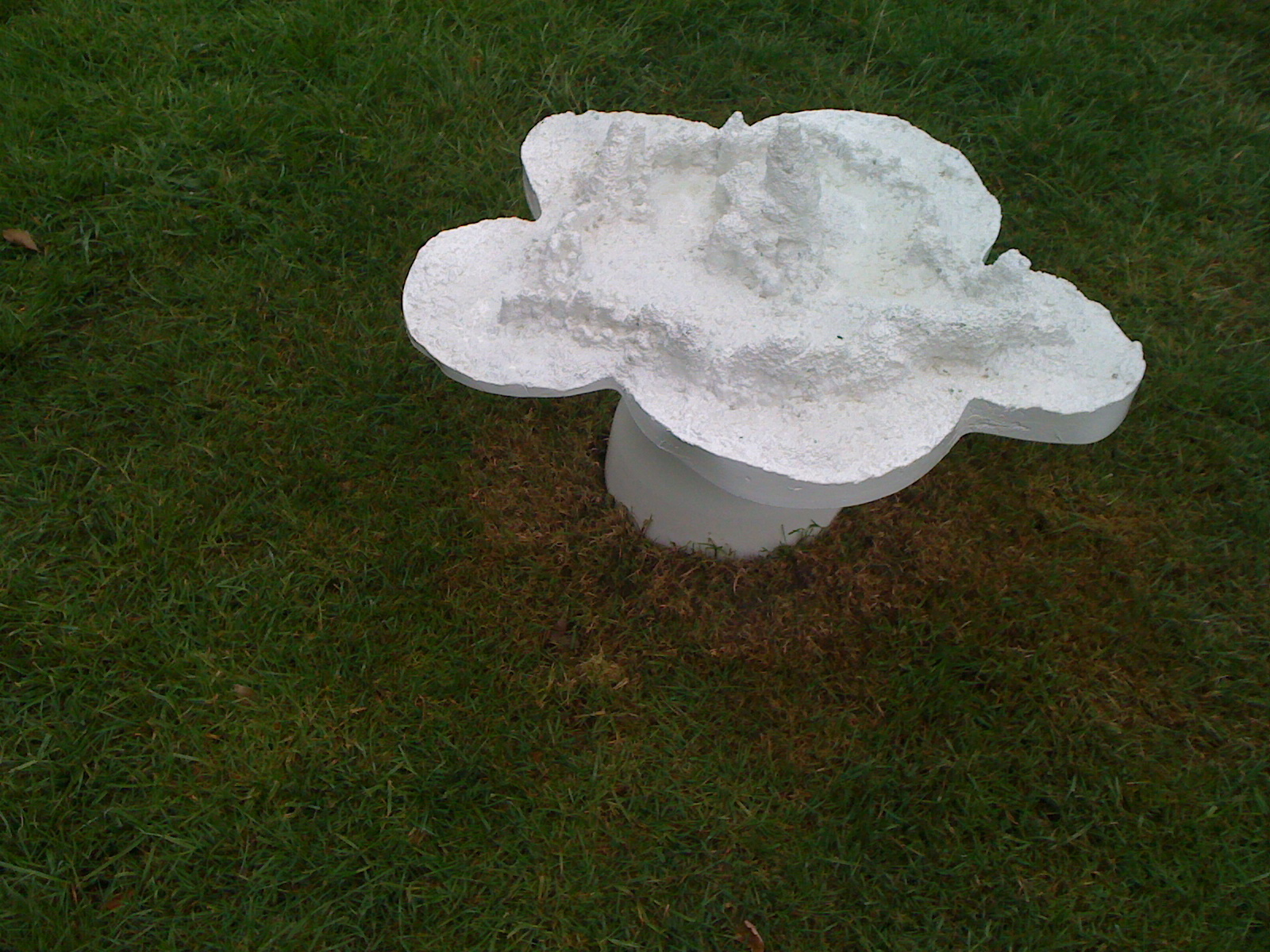
Piss Flowers

L'œuvre peut également être considérée comme faisant référence à la forme de l'œuvre Daisy d'Andy Warhol .

## Réception critique
En dehors du monde de l'art, on peut citer un conseiller local de Nottingham, dont le propos est relayé par le Nottingham Evening Post (en) : « Je doute de l'intelligence des gens qui peuvent créer des choses comme celle-ci. Il est étonnant que quelqu'un puisse sortir et faire quelque chose comme ça - c'est une invitation aux enfants du monde entier à sortir et à copier ceci".